# Electric Power Research Institute
L'Electric Power Research Institute (EPRI) est un institut fondé en 1973, qui réalise des recherches pour l'industrie de production électrique des États-Unis.
C'est une organisation indépendante, à but non lucratif, qui a été créée par les industriels américains du secteur de l'énergie. Elle accepte les participations internationales.
Cet institut s'intéresse à tous les aspects techniques relatifs à la production, au transport et à l'utilisation de l'électricité.